# Stephanopis yulensis
Stephanopis yulensis es una especie de araña del género Stephanopis, familia Thomisidae.

## Distribución
Se distribuye por Papúa Nueva Guinea, en la isla Yule.

## Taxonomía
Fue descrita por Thorell en 1881.
Tratamiento taxonómico
La especie aparece registrada y publicada en Thorell 1881: 319.